# Malungslek
Malungslek är ett musikalbum av Kalle Almlöf och Anders Almlöf, utgivet 2000 av Giga Folkmusik. Sommaren 1999 i Arvika blev Anders Almlöf riksspelman och spelade till sig titeln redan vid första försöket. Tjugosju år tidigare, 1972 i Gävle, svarade Kalle Almlöf för samma prestation. Även hans första försök inför Zornjuryn resulterade i spelmansmärket i silver.

## Låtlista
Alla låtar är traditionella om inget annat anges.
1. "Polska efter Troskari Erik" – 1:40
2. "Polska efter Omas Ludvig" – 2:20
3. "Brudmarsch efter Engerdal" – 2:37
4. "Malungslek 3" (Grop Olle) – 2:19
5. "Brudmarsch efter Omas Per" – 3:05
6. "Vigstadmoen" – 2:56
  - Solo: Anders Almlöf
7. "Polska till Maud och Peter" (Kalle Almlöf) – 2:26
  - Solo: Kalle Almlöf
8. "Polska efter Troskari Erik" – 2:10
  - Solo: Kalle Almlöf
9. "Gånglåt efter Sjungar Lars" – 1:41
10. "Polska efter Olers Olof"
11. "Sorglåten" – 2:54
12. "Särna gamla brudmarsch" – 2:22
13. "Polska efter Troskari Erik" – 2:06
  - Solo: Anders Almlöf
14. "Ping-pong-bollen" – 2:25
  - Solo: Anders Almlöf
15. "Vickes Johans hambopolkett" – 1:27
16. "Gånglåt efter Troskari Erik" – 1:14
17. "Vals efter Omas Ludvig" – 2:48
18. "Pols fra Engerdal i G-dur" – 1:40
  - Solo: Kalle Almlöf
19. "Vråpolskan" (Kalle Almlöf) – 1:34
  - Solo: Kalle Almlöf
20. "Pyttipanna" – 1:18
21. "Polska efter Anders Engström" – 1:33
22. "Gånglåt efter Troskari Erik" – 1:35
23. "Polska efter Troskari Erik" – 1:49
24. "Polska efter Skommar Laur" – 2:20
25. "Gånglåt efter Troskari Erik" – 1:36
26. "Polska i tre repriser efter Harald Johansson" – 1:41
  - Solo: Kalle Almlöf
27. "Polska efter Erkgärds Mats" – 1:34
  - Solo: Anders Almlöf
28. "Pols fra Elverum" – 2:29
  - Solo: Anders Almlöf
29. "Springlek efter Lars Vilhelm Johansson" – 1:28
30. "Polska efter Erkgärds Mats" – 2:24
31. "Kom lilla flicka" – 2:39
32. "Brudmarsch efter Haga Olle" – 2:34

Total tid: 68:00

## Medverkande
- Kalle Almlöf — fiol (melodi: 2, 3, 5, 9-11, 20-24; stämma: 1, 4, 12, 15-17, 25, 29-32)
- Anders Almlöf — fiol (melodi: 1, 4, 12, 15-17, 25, 29-32; stämma: 2, 3, 5, 9-11, 20-24)